# Мариниан
Публий Лициний Эгнаций Мариниан (лат. Publius Licinius Egnatius Marinianus) — член династии Валериана, консул 268 года.

## Биография
Скорее всего, Мариниан был сыном императора Галлиена и его супруги Корнелии Салонины. Однако, иногда Мариниана называют племянником или двоюродным братом Галлиена. Эта теория основана на имени матери Галлиена, которую звали Эгнация Мариниана. Если Мариниан все-таки был сыном Галлиена, то, вероятно, он родился около 265 года. Такая датировка основана на надписях на монетах от 266 года, где прославляется плодородие Корнелии Салонины, из чего делается вывод, что её сын родился раньше.
Галлиен назначил Мариниана ординарным консулом вместе с Патерном в начале 268 года. Тем не менее, Дитмар Кинаст, Вернер Эк и Маттеус Хайль отвергают возможность идентификации консула 268 года с Маринианом без объяснения причин. Два его старших брата, Валериан II и Салонин умерли раньше, и, следовательно, он был наследником престола. Мариниан погиб вместе со своим дядей Лицинием Валерианом осенью 268 года.